# Spy Girls – D.E.B.S.
Spy Girls – D.E.B.S. aus dem Jahr 2004 ist die Kinofassung des Kurzfilms D.E.B.S., der 2003 auf dem Sundance Film Festival präsentiert wurde. Beide Filme wurden von der Regisseurin Angela Robinson (Herbie Fully Loaded – Ein toller Käfer startet durch) in Szene gesetzt. Die Filme sind eine Parodie auf 3 Engel für Charlie. Die Abkürzung „D.E.B.S.“ steht für Discipline, Energy, Beauty, Strength.

## Handlung
Vier junge Frauen werden im Auftrag der Regierung an einer geheimen Schule zu einer tödlichen Eliteeinsatztruppe ausgebildet. Alle vier sehen in karierten Miniröcken und weißen Kniestrümpfen wie brave Schulmädchen aus, doch dieses Outfit dient lediglich als Tarnung.
Die vier Agentinnen sind sehr verschieden und leben in einem Spannungsverhältnis: Max ist die Anführerin der Truppe und ein militärisches Genie. Sie steht für einen harten, militärischen Charakter. Janet ist stets etwas geistesabwesend und das Nesthäkchen der Gemeinschaft. Sie wird von den anderen stets leicht bemuttert. Dominique ist eine französische Austauschschülerin. Sie raucht Kette. Amy ist die Vorzeigeagentin. Sie hat eine makellose Personalakte, den perfekten Freund und hat als einzige Agentin aller Zeiten die Höchstpunktzahl beim Einstellungstest erreicht. Gegnerin der Truppe ist Lucy Diamond, eine Juwelendiebin und das angeblich personifizierte Böse. Doch schon zu Beginn wird das wahre Wesen Lucys deutlich. 
Während einer heiklen Mission lernen sich Amy und Lucy Diamond näher kennen und verlieben sich ineinander. Um zusammen sein zu können, täuschen beide eine Entführung vor, die jedoch bereits nach wenigen Tagen von Amys Truppenkollegen als Täuschung entlarvt wird. Um diesen aufgrund seiner Öffentlichkeitswirkung für die Regierung sehr peinlichen Vorfall zu vertuschen, soll Amy im Rahmen der Verleihung einer militärischen Auszeichnung öffentlich vorgeben, tatsächlich entführt worden zu sein, und durch eine ihr vorgesetzte emotionale Dankesrede über die „Befreiung“ aus Lucys Fängen das Ansehen der Regierung wahren. Doch in dem Moment, als sie Lucy im Publikum erblickt, wird auch Amys Truppenkolleginnen klar, dass Gefühle sich nicht mit politischem Druck, Appellen ans Pflichtgefühl und einer aufgesetzten Moralvorstellung verdrängen lassen. Amy und Lucy flüchten zusammen Richtung Barcelona und die anderen D.E.B.S. lassen Amy gehen, da sie verstanden und akzeptiert haben, dass die beiden sich wirklich lieben.

## Synchronisation
Die deutsche Synchro entstand bei der Scalamedia unter der Dialogregie von Madeleine Stolze.
| Rolle          | Schauspieler          | Synchronsprecher      |
| -------------- | --------------------- | --------------------- |
| Lucy Diamond   | Jordana Brewster      | Julia Haacke          |
| Amy Bradshaw   | Sara Foster           | Solveig Duda          |
| Max Brewer     | Meagan Good           | Kathrin Gaube         |
| Dominique      | Devon Aoki            | Andrea Wick           |
| Janet          | Jill Ritchie          | Melanie Manstein      |
| Scud           | Jimmi Simpson         | Stefan Günther        |
| Ms. Petrie     | Holland Taylor        | Eva Maria Bayerwaltes |
| Mr. Phipps     | Michael Clarke Duncan | Ekkehardt Belle       |
| Bobby Matthews | Geoff Stults          | Johannes Raspe        |

## Kritik
„Actionkomödie als überdrehte Persiflage auf den Fernseh- und Kinoerfolg Charlie’s Angels, die die Regeln des Genres mit einigem Understatement unterläuft.“

„Harmlos-heiterer Hightech-Teenie-Unsinn.“

## Auszeichnungen
D.E.B.S. wurde im Panorama der Berlinale 2004 gezeigt und gewann den Leserpreis der Siegessäule. Angela Robinson und Meagan Good wurden im Jahr 2005 für den Black Movie Award nominiert.